# Zbigniew Macias

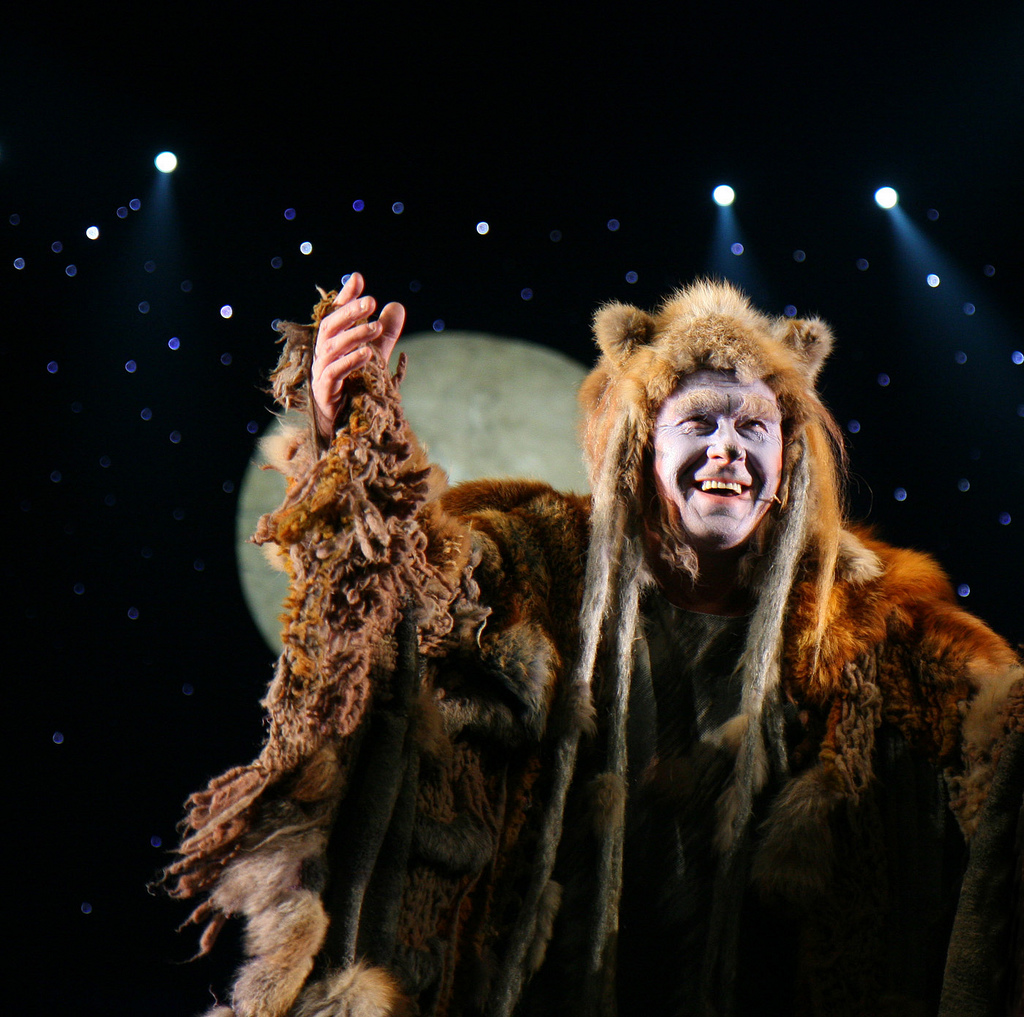
Zbigniew Macias jako Kot Nestor w musicalu Koty w Teatrze Muzycznym Roma w Warszawie.

Zbigniew Macias (ur. 12 września 1954) – polski śpiewak operowy (baryton) i musicalowy, aktor i reżyser.

## Życiorys
W 1982 roku ukończył łódzką Akademię Muzyczną, gdzie studiował śpiew pod kierunkiem prof. Zdzisława Krzywickiego. Podczas studiów debiutował rolą Michała w Miłości cygańskiej F. Lehára w Teatrze Muzycznym w Łodzi. Był solistą Opery Śląskiej w Bytomiu, Teatrów Wielkich w Łodzi i w Poznaniu, a od 1992 roku na stałe jest związany z warszawską Operą Narodową. Występował na scenach całego świata. Około 200 razy grał rolę Tewjego w musicalu Skrzypek na dachu.
Ma w dorobku nagrania płytowe Halki, Aidy oraz recitali operowych i musicalowych.
Od 2008 dyrektor artystyczny Teatru Muzycznego w Łodzi.

## Odznaczenia
- Srebrny Krzyż Zasługi (2005)[6]
- Złoty Medal za Długoletnią Służbę[7]
- Srebrny Medal „Zasłużony Kulturze Gloria Artis” (11 maja 2018)[8]
- Brązowy Medal „Zasłużony Kulturze Gloria Artis” (24 maja 2006)[8]
- Medal Pro Publico Bono im. Sabiny Nowickiej (2012)[9]

## Nagrody
- „Złota Maska” – nagroda łódzkich recenzentów za rolę Don Kichota w musicalu Człowiek z La Manchy (1998)[7]
- Nagroda Marszałka Województwa Łódzkiego z okazji Międzynarodowego Dnia Teatru (2002)
- Tytuł „Zasłużony dla Miasta Łodzi” (2003)[10]
- Nagroda Publiczności Festiwalu Teatrów Muzycznych w Gdyni za rolę Błędnego Rycerza w musicalu Człowiek z La Manchy Leigha w reżyserii Waldemara Zawodzińskiego w Teatrze Muzycznym w Łodzi (2008)
- Statuetka „Ariona” – nagroda ZASP (2011)[7]
- Teatralna Nagroda Muzyczna im. Jana Kiepury w kategorii: najlepszy reżyser za inscenizację rock-opery Jesus Christ Superstar Andrew Lloyda Webbera (2015)[11]
- Tytuł „Człowiek Roku 2017” w plebiscycie „Dziennika Łódzkiego” (2018)

Źródło: .